# Last Hero – Once Upon a Time in China II
Last Hero – Once Upon a Time in China II (Originaltitel chinesisch 黃飛鴻之二：男兒當自強 / 黄飞鸿之二：男儿当自强, Pinyin Huáng Fēihóng zhī èr: Nán'ér dāng zì qiáng, Jyutping Wong4 Fei1hung4 zi1 ji6: Naam4ji4 dong1 ji6koeng4) ist ein Actionfilm aus dem Jahr 1992. Die Regie übernahm, wie beim Vorgänger Once Upon a Time in China, Tsui Hark.

## Handlung
Jet Li stellt in diesem Film den chinesischen Arzt und Meister der chinesischen Kampfkunst Hung Gar Kuen Wong Fei-hung dar, der aus der Provinz Fu-Shang stammt. Er macht zusammen mit seinem Gehilfen Foon und seiner Cousine Yee eine Reise zu einem internationalen Ärztekongress in Kanton. An diesem Treffen nehmen vor allem westliche Ärzte teil, und Dr. Wong soll als Gastredner die chinesische Akupunktur erklären.
Zu genau diesem Zeitpunkt findet in Kanton ein politischer Umsturz statt. Die Sekte des Weißen Lotus möchte alle westlichen Einflüsse auf die chinesische Kultur mit Gewalt fernhalten. Cousine Yee, die sich nach westlicher Manier kleidet, bekommt bei einer Kundgebung des Weißen Lotus Probleme und soll entführt werden, was Wong Fei Hung erfolgreich verhindern kann, worauf ihm der Anführer der Sekte, Meister Kung, Rache schwört.
Auf dem Ärztekongress lernt Wong Fei-hung Doktor Sun Yat-sen kennen, der die westliche Medizin studiert hat. Die beiden halten den Vortrag zusammen. Doktor Sun will ebenfalls einen politischen Umsturz herbeiführen, aber mit friedlichen Mitteln. Sein Ziel ist es, China zu einer Republik zu machen.
Als das linguistische Institut vom Weißen Lotus angegriffen wird, können Wong, Foon und Cousine Yee eine Gruppe Kinder retten. Diese wollen sie zuerst in der Stadthalle unterbringen, aber der Leutnant der chinesischen Garde, Nap-lan Yun-seut, erklärt Dr. Wong, dass er für den Schutz der Kinder nicht garantieren kann. Daraufhin bringen die Gefährten diese im britischen Konsulat unter. Dort treffen sie auf Bruder Luk, den Leiter des linguistischen Institutes, der ein Freund und Mitverschwörer von Dr Sun ist. Damit der Leutnant der chinesischen Garde, Nap-lan Yun-seut, die beiden gefangen nehmen kann, ebnet er dem Weißen Lotus den Weg, damit diese das Britische Konsulat verwüsten können. Durch eine List und mit der Hilfe von Wong Fei Hung kann Bruder Luk entkommen.
Anschließend machen sich Wong und Bruder Luk auf den Weg, um den Tempel des Weißen Lotus zu zerstören und den geistigen Führer Kung umzubringen. Nach erfolgreichem Abschluss machen sie sich auf den Weg, um sich wieder mit Foon zu treffen und an die Anlegestelle zu kommen, wo sie sich mit den anderen auf dem Schiff nach Ton Ga Bay absetzen wollen. Vorher müssen sie noch die Namensliste mit den Anhängern des friedlichen Umsturzes aus dem Versteck holen. Dort werden sie von der chinesischen Garde angegriffen. Bruder Luk wird dabei getötet. Der Leutnant Nap-lan Yun-seut und Wong Fei-hung stellen sich noch dem finalen Kampf.

## Kritik
„Eine sorgfältig produzierte, furios inszenierte „martial arts“-Fabel, die neben (vergleichsweise wenigen) atemberaubenden Action-Sequenzen mit einer politisch bemerkenswert austarierten Handlung aufwartet, die deutlich Position zur aktuellen Situation Chinas bezieht.“

## Auszeichnungen
James Wong gewann 1992 für den 'Besten Song' den taiwanischen Golden Horse Award. Der Film gewann 1993 den Hong Kong Film Award für die Choreografie der Kampfszenen und wurde in acht Kategorien für den gleichen Preis nominiert.

## Hinweis zu den Altersfreigaben
Der Film war lange Zeit nur in einer FSK-18-Version erhältlich. 2005 wurde der Film erneut der FSK vorgelegt, die dem Film in seiner ungekürzten Fassung eine Freigabe ab 12 Jahren erteilte. Die DVD trägt allerdings eine FSK-16-Freigabe.